# Dimorfite
La dimorfite è un minerale.

## Origine e giacitura
La dimorfite ha origine fumarolica, associata a realgar. La dimorfite si può rinvenire raramente in alcune fumarole della Solfatara di Pozzuoli con il realgar, anche se oggi è raro trovarla.